# Андроновка (платформа, Казанський напрямок МЗ)
Андроновка (рос. Андроновка) (до 20 лютого 2020 — Фрезер) — зупинний пункт/пасажирська платформа Казанського/Рязанського напрямків Московської залізниці, у складі лінії МЦД-3 у Москві.
Розташовано на 1-й Фрезерній вулиці, біля перетину колій Казанського напрямку з Малим кільцем МЗ. 
Відстань по коліям від «Москва-Пасажирська-Казанська» — 8 км. Віднесено до другої тарифної зони, не обладнана турнікетами.
Має склад з двох посадочних платформ, берегової (західної) і острівної (східної). Вони мають невеликий вигин. Платформи сполучені між собою, перейти можна тільки по настилу через колії. Берегова платформа обслуговує II колію, острівна — I та IV колії. III колія Казанського напрямку прямує через сортувальний парк «Перово IV» станції «Перово» на певній відстані від платформи.
Відкрита в 1932 році. Зазнала реконструкції в середині 2000-х рр., під час якої були встановлені зелені напівпрозорі навіси, платформа викладена плиткою, замінені всі будівлі.
Каса розташовується з боку шосе Фрезер.
З 10 вересня 2016 року, через відкриття пасажирського руху Московським центральним кільцем, є перехід на станцію «Андроновка».

## Пересадки
- Станцію МЦК  «Андроновка»
- Автобуси: 759, 987